# Philadelphia City Hall

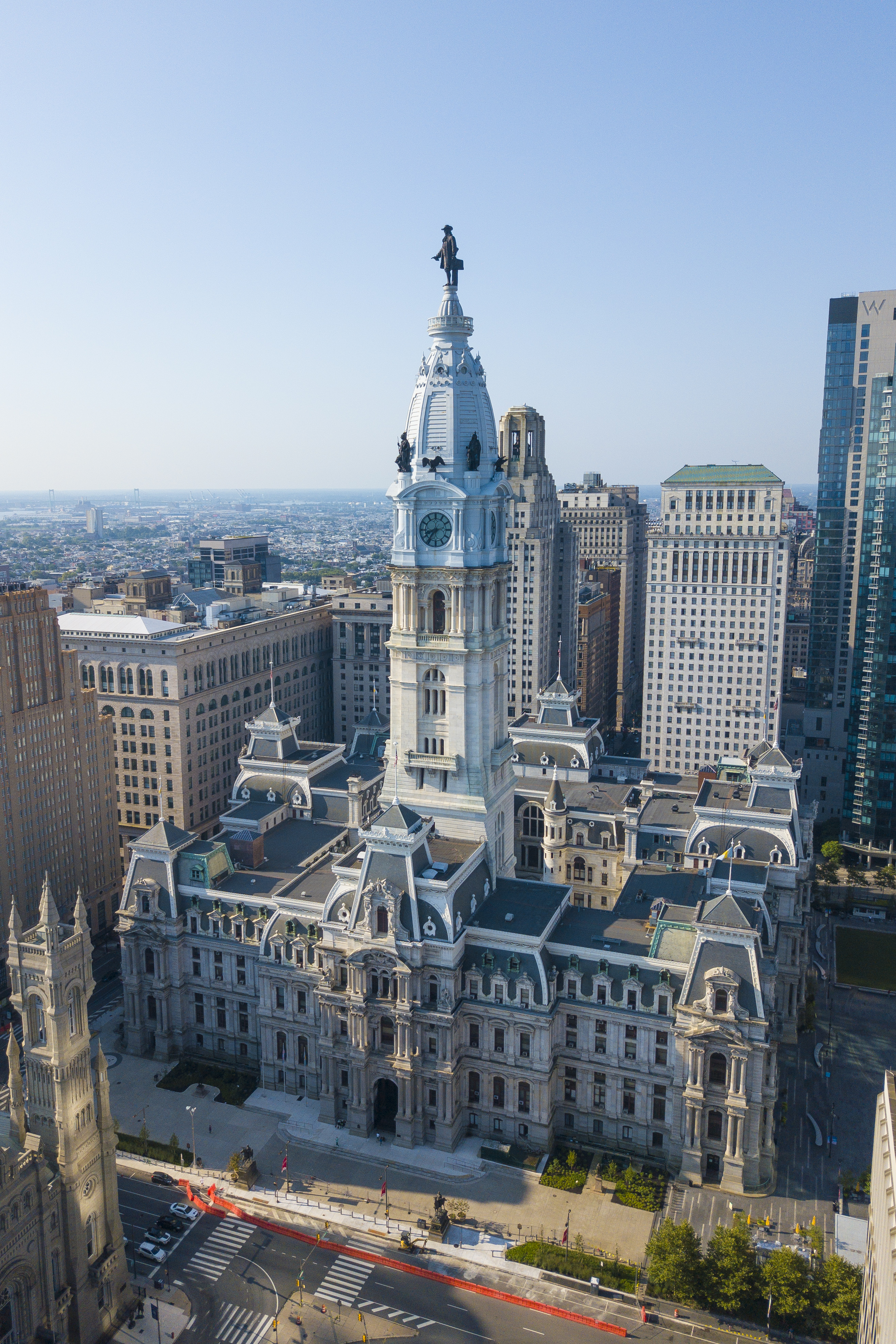
Philadelphia City Hall (2019)

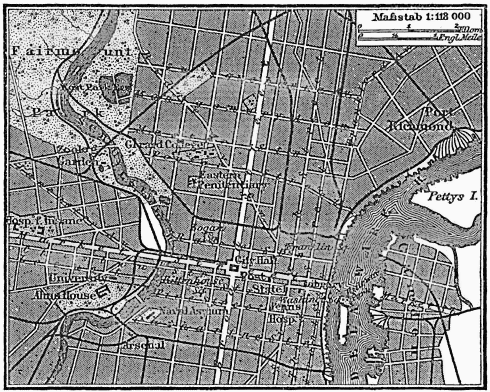
Lage im historischen Stadtkern.

Die Philadelphia City Hall ist das Rathaus der Stadt Philadelphia im US-Bundesstaat Pennsylvania. Sie steht mitten auf dem Penn Square, wo sich die beiden historischen Hauptstraßen der Stadt, die Broad Street und die Market Street, im rechten Winkel kreuzen. Damit bildet sie den geografischen Mittelpunkt des historischen Stadtkerns.
Das Gebäude wurde 1871 bis 1901 im viktorianischen Stil als The New Public Buildings (deutsch: die neuen öffentlichen Gebäude) vom Architekten John McArthur, Jr. erbaut. Der Uhrenturm auf der Nordseite ist 167,03 m (548 Fuß) hoch und damit das höchste gemauerte Gebäude der Welt. Auf seiner Spitze steht eine elf Meter hohe Statue des Koloniegründers Pennsylvanias, William Penn.
Die City Hall war bei ihrer Eröffnung das höchste Bürogebäude der Welt, wurde jedoch schon 1908 vom Singer Building in New York City übertroffen. Sie blieb das höchste Gebäude in Pennsylvania bis zur Fertigstellung des Gulf Tower in Pittsburgh 1932 und in Philadelphia bis zur Errichtung des One Liberty Place 1984–87, das als erstes Hochhaus der Stadt die inoffizielle Vereinbarung brach, dass kein Gebäude höher als das Rathaus sein sollte.
Das Rathaus hat seit Dezember 1976 den Status eines National Historic Landmarks und ist als Bauwerk im National Register of Historic Places eingetragen. 2005 wurde die Philadelphia City Hall von der American Society of Civil Engineers in die List of Historic Civil Engineering Landmarks aufgenommen.